# 星新波魚
星新波魚（学名：Neobola stellae）为輻鰭魚綱鯉形目鲤科的其中一種，分布於非洲特坎納湖流域，體長可達2.3公分，棲息在中底層水域。